# Tityus asthenes
Tityus asthenes is een schorpioenensoort uit de familie Buthidae die voorkomt in Midden- en Zuid-Amerika. Tityus asthenes is 6 tot 15 cm groot.
Het verspreidingsgebied van Tityus asthenes omvat zuidelijk Costa Rica (zuidoosten van Puntarenas), Panama, Colombia, Ecuador en Peru. De soort komt voor in de Pacifische regenwouden van zeeniveau tot 1400 meter hoogte. Tityus asthenes is boombewonend.